# دهستان پاتشالینگ
دهستان پاتشالینگ (به لاتین: Patshaling Gewog) یک دهستان در کشور بوتان است که در ناحیهٔ تسیرنگ واقع شده‌است.